# 安拉斯
安拉斯是奥地利蒂罗尔州利恩茨县的一个市镇。总面积58.41平方公里，总人口1297人，人口密度22人/平方公里（2012年1月1日）。

## 人口
| 年份 | 人口 | 备注 |
| ---- | ---- | ---- |
| 2005 | 1347 |      |
| 2012 | 1297 |      |